# Azygopus pinnifasciatus
Azygopus pinnifasciatus är en fiskart som beskrevs av Norman 1926. Azygopus pinnifasciatus ingår i släktet Azygopus och familjen flundrefiskar. Inga underarter finns listade.